# Oligosita subfasciata
Oligosita subfasciata is een vliesvleugelig insect uit de familie Trichogrammatidae. De wetenschappelijke naam is voor het eerst geldig gepubliceerd in 1879 door Westwood.